# لاخطوية
اللاخطوية  أو امتناع الخطو أو تعذر المشي أو تغيف اللاخطوية أو عدم القدرة على المشي لعيب في الانسجام (بالإنجليزية: Abasia)‏  هو عدم القدرة على المشي بسبب اعتلال في التنسيق الحركي، وتكون أسبابه اضطرابات عصبية أو نفسية. كما يمكن تصنيفها إلى لاخطوية وظيفية(كما في حالة النوبة الهستيرية)،أو عضوية (ويكون عادة بسبب اعتلال يصيب القشرة المخية أو الدماغ الأمامي أو المخيخ)، أو قد تحدث نتيجة لداء هنتنغتون أو داء ويلسون وغيرها.
مصطلح اللاخطوية  يشمل مجموعة من الاضطرابات الصحية مثل:
- اللاخطوية الراقصة : بسبب اضطراب الرقاص في الساقين.
- اللاخطوية الشللية: بسبب شلل  في عضلات الساق.
- اللاخطوية التشنجية: الناجم عن تشنج وتصلب عضلات الساق.
- اللاخطوية الرعاشية: بسبب اضطراب الرعاش في الساقين.

اللاخطوية  عادة ما تترافق مع اللاوقوفية أو عدم القدرة على الوقوف (astasis )،  انظر اللاخطوية-اللاوقوفية.